# Факультет політичних досліджень університету Кейо

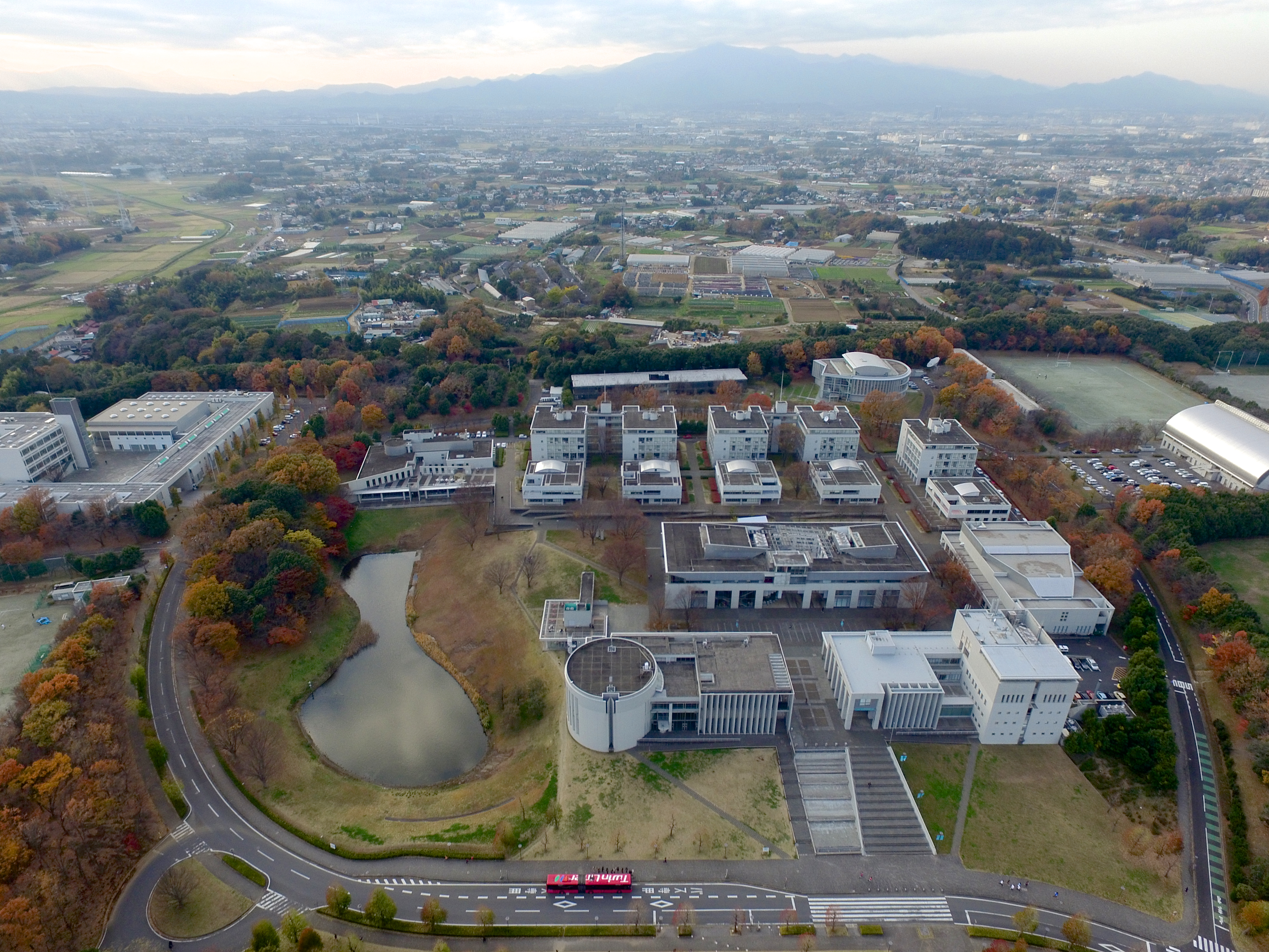
Кампус Shonan Fujisawa
Центральна зона — це загальна кільцева зона, де розташовані головний факультет, факультет навколишнього середовища та інформаційних досліджень і Вища школа медіа та управління.

Факультет політичних досліджень Університету Кейо є відділом Університет Кейо, розташованого в Ендо, місто Фудзісава, gрефектура Канаґава (кампус університету Кейо Шонан Фудзісава). Зміст освіти такий же, як і на факультеті навколишнього середовища та інформаційних досліджень, і цей факультет забезпечує освіту в академічних галузях гуманітарних наук.
Незважаючи на те, що це перший факультет політичних досліджень, заснований в Японії, він не є факультетом, що спеціалізується на комплексних політичних дослідженнях, але разом із факультетом навколишнього середовища та інформаційних досліджень проводить освіту та дослідження в широкому діапазоні академічних галузей. Абревіатура: «Keio Faculty of Policy Studies».

## Огляд
Студенти можуть відвідувати курси, які пропонують факультет навколишнього середовища та інформаційних досліджень Кейо, якщо це необхідно.
Він першим в Японії ввів вступний іспит AO, який зараз використовується в різних університетах
Факультет управління політикою Keio. Студенти вивчають різні суміжні галузі з акцентом на «політиці». «Політика» тут стосується, яка використовується в широкому діапазоні сфер, від політики, економіки та суспільства до корпоративного управління, міжнародної стратегії, регіональної стратегії, технологічних інновацій та навколишнього середовища.
Студенти факультету політичних досліджень Кейо вибирають із п'яти наведених нижче напрямків для навчання в областях, які їх цікавлять.
- Сфери розробки політики: економіка та фінанси, законодавство та формування політик, методи дослідження політики.
- Сфера соціальних інновацій: соціальний бізнес, НГО/ГО, дизайн спільноти для інформаційного суспільства, підприємництво/венчурний менеджмент.
- Сфери міжнародної стратегії: міжнародна політична економія, людська безпека, регіональна стратегія, мовне спілкування.
- Сфери менеджменту/організації: стратегія менеджменту, організація/людські ресурси/кар'єра, маркетинг/інформаційні системи менеджменту.
- Сфери сталого управління: екологічна політика, міська/регіональна політика, житлова/громадська політика.

Факультет політичного менеджменту Університету Кейо був заснований у кампусі Шонан Фудзісава Університету Кейо в 1990 році за участю Хіроші Като, Джунджіро Такахасі та Хейзо Такенака. Факультет охоплює широкий спектр галузей і має філософію розвитку професіоналів з вирішення проблем. Випускники отримують ступінь бакалавра (загальні політичні дослідження).

## Історія
- У 1990 році факультет політичних досліджень було засновано в кампусі Shonan Fujisawa університету Кейо[6].

### Колишні декани
- Хіроші Като 1990—1994
- Тосіакі Ісекі 1994—1996
- Кіміро Уно 1996—2001
- Томоюкі Кодзіма 2001—2007
- Наоюкі Агава 2007—2009
- Кокурьо Дзіро 2009—2013
- Кен Кавазо 2013—2019
- Тайо Цучія 2019—2021
- Kamo Toki 2021–

## Факультети
- Набір 425 осіб, розміщення 1700 осіб[7]
  - Сфера розробки політики[8]
  - Сфера соціальних інновацій[8]
  - Сфера міжнародної стратегії[8]
  - Сфера управління/організації[8]
  - Сфера міської та регіональної стратегії[8]

## Науково-дослідний інститут
- Дослідницький інститут SFC Університету Кейо
- Інститут передових наук про життя університету Кейо

## Відомі люди

#### Політика
- Фуміно Айхара — колишній член Палати представників Японії, студент 1-го класу політичної школи Ітіро Одзава
- Тосіро Ішіі — мер Нішіномії, племінник і прийомний син Хадзіме Ішіі (колишній член Палати представників Японії, міністр внутрішніх справ)
- Анрі Кавай — колишній член Асамблеї префектури Хіросіми, колишній член Палати радників Японії
- Такаші Мураяма — мер Канадзаваи

#### Економіка
- Хірокі Ішіда — засновник і голова Freebit, президент Tone Mobile
- Цуя Куросака — Представницький директор Кувадате, спеціально призначений доцент Університету Кейо
- Акіо Сугіхара — президент Rakuten Books
- Йозо Тачібана — президент бейсбольної команди Rakuten, президент Rakuten Vissel Kobe
- Кен Томіта — президент TC Consulting, професор університету Ріккьо
- Юсуке Хідака — виконавчий віце-президент CyberAgent
- Сінносуке Хонджо — колишній віце-президент Rakuten, колишній директор середньої школи міста Йокогама Хігасіямада
- Йоічіро Мікамі — генеральний директор GNEX
- Наокі Аоягі — президент Merpay, колишній директор GREE
- Еріко Ямагучі — Президент Mother House, Головний приз Fuji Sankei Female Entrepreneur Support Project 2006
- Дайсуке Яманака — директор-представник YAMAGATA DESIGN
- Кейтаро Івакі — президент і директор-представник Astena Holdings
- Шінтаро Токуно — президент і директор-представник Yoshio Industries Co., Ltd.

#### Засоби масової інформації/журналістика
- Кейсуке Накадзіма — телевізійний продюсер TBS, нагороджений ABU Award у відділі розваг
- Масахіро Ватанабе — директор-представник і головний редактор MyNewsJapan, колишній репортер Nihon Keizai Shimbun
- Норіхіко Сасакі — головний редактор NewsPicks, колишній головний редактор Toyo Keizai Online

#### Юристи
- Йоічіро Ітакура — Юрист, колишній фахівець із планування політики, Офіс сприяння захисту персональних даних, Агентство у справах споживачів Японії
- Хітофумі Янгі — юрист, представник Японської організації з перевірки преси, колишній репортер Sankei Shimbun

#### Освітяни
- Кенджі Кані — професор екологічних досліджень Університету Кейо
- Томокі Камо — професор політології університету Кейо
- Шігео Кавасіма — доцент кафедри інформатики, Жіночий молодший коледж Аояма Гакуїн
- Рі Кіто — доцент кафедри соціології Університету Квансей Гакуін
- Наоя Секія — соціальна психологія, спеціально призначений доцент, Токійський університет
- Ясуро Такацукі — економіка, доцент університету Кобе
- Масатоші Тамамура — професор економіки університету Кейо
- Рьосуке Нісіда — доцент кафедри соціології Токійського технологічного інституту
- Тошікі Нішіяма — міський інженер, доцент Токійського міського університету, премія Good Design Award
- Йоко Хіросе — професор політології університету Кейо
- Томоюкі Фуруя — професор інформатики університету Кейо
- Джун Куно — директор дослідницького фонду Takeda, штатний викладач факультету міжнародних обмінів Осакського університету туризму

#### Творчі
- Акіоші Танака — поет, письменник, премія Кадокава Танка
- Хірока Мацумото — скрипаль, премія Єгуді Менухіна — Академія Кронберга (Німеччина)
- Тосія Хацука — художник тушшю, автор відео, нагорода міністра внутрішніх справ і комунікацій конкурсу відео в Інтернеті
- Кана Ватанабе — західний художник, нагорода Антоніо Лопеса за відмінну роботу
- Асамі Сунада — кінорежисер, премія Art Encouragement Newcomer Award, премія Асоціації кінорежисерів Японії Newcomer Award
- Кана Мацумото — кінорежисер, актриса
- Коічі Фуруя — оператор-постановник

#### Розваги
- Фума Кікучі — співачка, талантлива учасниця Sexy Zone
- Фумі Нікайдо — актриса, 56-та премія «Блакитна стрічка» за найкращу жіночу роль другого плану, премія «Еландор» 2015 року за найкращого новачка
- Вакана Аої — актриса
- Чікако Оба — актриса, співачка
- Аріса Камата — модель
- Міе Арафуне — талант, диктор
- Ріка Суейоші — талант, міс Кейо 1996
- Юй Онодера — Талант
- Анна Цубой — Талант
- Нао Канеко — радіоведучий
- Міе Сайто — радіоведуча
- Акіко Нішіто — діджей, співачка
- Міюкі Могі — вокалістка, автор пісень
- Шо Асано — гравець цугару сямісен
- Нонока Окумура — колишня учасниця айдол-групи Niji no Conquistador
- Шігесумі Кавакіта — комік Джессіка Шінкуму
- Нана Такамацу — комік, колишній директор NHK

#### Диктори
- Юрій Акімото — колишній диктор Fuji TV
- Сара Хосогай — колишній диктор Fuji TV
- Kyoko Gunji — диктор Nippon Television
- Гідо Цудзіока — телеведучий Nippon
- Наокі Ясумура — диктор Nippon Television
- Рюта Іто — телеведучий/репортер TBS
- Юкі Маеда — колишній диктор TV Asahi
- Юка Усамі — колишній диктор TV Asahi
- Юміко Мацуо — диктор TV Asahi
- Нонока Акагі — диктор NHK
- Фумі Езакі — директор NHK, колишній диктор
- Чіакі Камакура — диктор NHK
- Такая Сайто — колишній диктор NHK
- Тайкі Такемото — диктор NHK
- Юсуке Найто — диктор NHK
- Норітака Нісікава — диктор NHK
- Канаї захоплюється — позаштатний диктор, колишній диктор Хоккайдо, Міс Камакура 2010, Міс SFC 2011
- Юріко Като — позаштатний диктор, колишній диктор Aomori TV
- Аой Яегасі — диктор телеканалу Фукусіма, колишній диктор Akita Broadcasting, NHK Cup National High School Broadcasting Contest, переможець відділу дикторів
- Юріна Хачія — диктор ефіру Miyagi TV, фіналістка конкурсу Miss Keio 2011
- Фуміна Йоросака — диктор Тохоку
- Акі Цугаясу — позаштатний диктор, колишній диктор радіомовлення Північної Японії, 19-та японська королева Сакура
- Юко Кусухара — диктор Нагано Асахі
- Ай Аоягі — позаштатний диктор, колишній телеведучий Shizuoka Daiichi
- Різа Вакабаяші — колишній телевізійний диктор Санін Чуо, колишній позаштатний диктор, міс Камакура 2007
- Бейгл Румі — колишній диктор TV New Hiroshima
- Томоко Ніномія — колишній телевізійний диктор Міядзакі, нагорода FNS Announcement Award Нагорода за заохочення новачків
- Кей Йонаміне — диктор Рюкю
- Реймі Канда — позаштатний диктор, 46-й конкурс Міс Японія 2014 Водний ангел
- Томомі Фучіока — синоптик
- Нанмі Фудзі — синоптик

#### Спортсмени
- Тайсей Такагі — бейсболіст, володар премії Тихоокеанської ліги «Золота рукавичка».
- Шого Ямамото — бейсболіст, вибір драфту Osaka Kintetsu Buffaloes 2000
- Тошікен Йоко — бейсболіст, вибір драфту Hokkaido Nippon-Ham Fighters 2015
- Масакі Івамі — бейсболіст, вибір драфту Tohoku Rakuten Golden Eagles 2017
- Хван Де Сон — футболіст, колишній кандидат до національної збірної Кореї з футболу U-20
- Джундо Мацусіта — футболіст, колишній вибір Всеяпонського університету
- Го Хатаньяма — футболіст національної збірної Японії на Універсіаді
- Аюмі Кайхорі — футболіст жіночої національної збірної Японії
- Юка Момікі — футболіст жіночої національної збірної Японії
- Акіхіто Ямада — регбіст, збірна Японії з регбі
- Косуке Такеучі — баскетболіст, чоловіча збірна Японії з баскетболу
- Масато Йокота — легкоатлет, колишній рекордсмен Японії в бігу на 800 метрів серед чоловіків, головний тренер NIKE TOKYO TC
- Юкі Коіке — легкоатлетка, представниця Японії на Чемпіонаті Азії з легкої атлетики 2015
- Тайко Накамура — легкоатлет, 5 місце на Азіатських іграх 2006 р.
- Рьота Ямагата — легкоатлет, рекордсмен Японії в бігу на 100 м серед чоловіків, срібна медаль в естафеті 4×100 м на Олімпіаді в Ріо-де-Жанейро 2016 р.
- Наоко Імото — плавчиня, представниця Японії на Олімпійських іграх в Атланті 1996 року.
- Нарумі Такахаші — фігуристка, бронзова медаль Чемпіонату світу з фігурного катання 2012 у парах
- Ріса Шоджі — фігуристка, 5 місце на Чемпіонаті світу з фігурного катання серед юніорів 2011 р.
- Гаку Фуджі — дзюдоїст, чемпіон Європи Open Lisbon
- Айя Ванесса — каратистка

#### Інші
- Хірокі Комазакі — директор-представник Флоренції, директор-представник New Public Interest Federation
- Май Мукода — соціальний підприємець
- Ясухіро Фуджі — сценарист трансляції
- Мінору Найто — Перекладач
- Міхо Хасімото — Перекладач
- Шинья Кодзіма — шахіст, чемпіон Японії з шахів, майстер ФІДЕ

## Виноски
1. ↑  中室牧子,藤原夏希,井口俊太朗 (2014). 「AO入試」の再評価 : 慶應義塾大学湘南藤沢キャンパス(SFC)を事例に. Keio SFC journal. 慶應義塾大学湘南藤沢学会. 14 (1): 178—197. {{cite journal}}: Текст «和書» проігноровано (довідка)
2. ↑  「竹中平蔵氏が語る慶應ボーイ･小泉純一郎と1万円札の謎」 ダイヤモンドオンライン2016.6.1
3. ↑  「SFCの魅力」 慶應義塾大学
4. ↑  理念・概要 慶應義塾大学
5. ↑  三つの方針 慶應義塾大学
6. ↑  歴史 慶應義塾大学
7. ↑  「学部入学定員・入学者数（過去5年分）」 慶應義塾大学
8. 1 2 3 4 5  「研究領域」 慶應義塾大学

## Пов'язаний предмет
- Факультет перспективних досліджень

## Зовнішнє посилання
- Кампус університету Кейо Шонан Фудзісава